# 네빈 갈마리니
네빈 갈마리니(이탈리아어: Nevin Galmarini, 1986년 12월 4일~)는 스위스의 전직 스노보드 선수로 주 종목은 평행대회전이다. 러시아의 소치에서 열린 올림픽 남자 스노보드 평행대회전에서 은메달을 획득했다. 이후 평창에서 열린 2018년 동계 올림픽에서는 금메달을 획득하였다.

## 성적

### 올림픽
| 년도 | 대회일   | 장소          | 종목            | 결과 | 메달 |
| ---- | -------- | ------------- | --------------- | ---- | ---- |
| 2010 | 2월 27일 | 캐나다 밴쿠버 | 남자 평행대회전 | 17위 | -    |
| 2014 | 2월 19일 | 러시아 소치   | 남자 평행대회전 | 2위  |      |
| 2014 | 2월 22일 | 러시아 소치   | 남자 평행회전   | 7위  | -    |
| 2018 | 2월 24일 | 대한민국 평창 | 남자 평행대회전 | 1위  |      |